# Alplämmelmossa
Alplämmelmossa (Tetraplodon urceolatus) är en bladmossart som beskrevs av Bruch och W. P. Schimper in B.S.G. 1844. Alplämmelmossa ingår i släktet lämmelmossor, och familjen Splachnaceae. Arten har ej påträffats i Sverige. Inga underarter finns listade i Catalogue of Life.